# Ut queant laxis
Ut queant laxis es el primer verso del Himno a San Juan Bautista, escrito por el historiador lombardo Pablo el Diácono en el siglo VIII.

## Himno a San Juan Bautista
De las primeras sílabas de los versos de este himno se toma el nombre de las notas musicales de la notación latina moderna. En el siglo XI, Guido de Arezzo utilizó la primera sílaba de cada verso, excepto el último: ut, re, mi, fa, sol, la. Siglos más tarde, Anselmo de Flandes introdujo el nombre si para la nota faltante, combinando las iniciales de Sancte Ioannes.
Posteriormente, en el siglo XVII, el musicólogo italiano Giovanni Battista Doni sustituyó la nota ut por do, pues esta sílaba facilitaba el solfeo, por terminar en vocal. Constató que era difícil solfear con la nota ut, ya que terminaba en una consonante sorda, y tuvo la idea de reemplazarla con la sílaba do para facilitar su pronunciación. Existen dos teorías sobre el origen. La primera, que lo tomó de su apellido; y la segunda afirma que proviene del término Dominus (Señor, en latín). En Francia, se sigue usando ut para algunos términos musicales técnicos o teóricos; por ejemplo, trompette en ut o clé d'ut.
| Nota                       | Texto original en latín                                                                                | Traducción |
| -------------------------- | --- | --- |
| Ut - Do Re Mi Fa Sol La Si | Ut queant laxis Resonare fibris Mira gestorum Famuli tuorum Solve polluti Labii reatum Sancte Ioannes. | Para que puedan exaltar a pleno pulmón las maravillas estos siervos tuyos perdona la falta de nuestros labios impuros San Juan. |

Primera estrofa del himno Ut queant laxis
en notación cuadrada sobre tetragrama.

Su transcripción a notación moderna.

La nota si, que no formaba parte de la afinación en hexacordos de la época, se añadió posteriormente, al completar con siete notas la escala diatónica. En algunos idiomas (como el inglés), se cambió la letra "s" inicial por una letra "t", para que cada nota comenzara en una consonante distinta (y las notas sol y si no comenzaran ambas con una letra "s").[cita requerida]